# 王球
王 球（おう きゅう、太元18年（393年）- 元嘉18年11月10日（441年12月8日））は、東晋から南朝宋にかけての官僚。字は倩玉。本貫は琅邪郡臨沂県。

## 経歴
司徒の王謐（王導の子の王劭の子）の子として生まれた。従兄の王恵とともに名を知られ、容姿挙措の美しいことで知られた。著作佐郎に任じられたが、受けなかった。まもなく琅邪王大司馬行参軍となり、主簿に転じた。豫章公世子中軍功曹となった。宋国が建てられると、王球は世子中舎人となった。永初元年（420年）、劉裕が帝位につくと、王球は太子中舎人に任じられた。宜都王友となり、諮議参軍に転じたが、病のために離職した。元嘉4年（427年）、義興郡太守として再起し、宣威将軍の号を加えられた。郡太守として寛容な統治で知られ、太子右衛率に転じた。入朝して侍中となり、冠軍将軍の号を受け、本州大中正を兼ねた。中書令に任じられた。吏部尚書に転じた。
王球はときの権臣の殷景仁や劉湛と姻戚関係にあったが、かれらとは往来がなく、文章を好んで顔延之と交友した。人事を担当する職にありながら、来客もまれで、猟官を求める手紙をかえりみることもなかった。持病が多く、たびたび解任を求めた。光禄大夫の位を受け、金章紫綬を加えられ、廬陵王師を兼ねた。
王球の兄の子の王履は、劉湛と結び、劉斌・孔胤秀らとともに大将軍の彭城王劉義康を擁立する計画を立てていた。王球は王履を説得して改心させようとしたが、聞き入れられなかった。王履は大将軍従事中郎から太子中庶子への転出を命じられたが、劉義康に泣いて訴えて再び従事中郎となった。元嘉17年（440年）、劉湛が処刑されると、王履は王球に助けを求めた。王球が文帝に働きかけたため、王履は死罪を免れ、家を廃絶されるのみで済まされた。
王球は太子詹事に任じられたが、受けないうちに殷景仁が死去したため、尚書僕射に任じられた。王球は足に持病があり、江夏王劉義恭の意向により退官を求められ、無官のまま職務をつとめた。群臣には文帝の召見をなかなか受けられない者が多かったが、王球は退官者でありながら、文帝の召見が途絶えなかった。
元嘉18年11月戊子（441年12月8日）、死去した。享年は49。特進・金紫光禄大夫・散騎常侍の位を追贈された。
子はなく、従孫の王奐が後を嗣ぎ、大明末年に呉興郡太守となった。

## 伝記資料
- 『宋書』巻58 列伝第18
- 『南史』巻23 列伝第13